# Moksha
Moksha (fra sanskrit) betyder "befrielse", "frelse", "forløsning" eller "udfrielse" fra karmas lov og dermed fra reinkarnationens (samsaras) cyklus. Moksha er hinduernes betegnelse for nirvana.
Moksha er det ideelle mål for en hindu. Dette kan som regel først opnås på dødslejet.
| Religion | Spire Denne religionsartikel er en spire som bør udbygges. Du er velkommen til at hjælpe Wikipedia ved at udvide den. |